# Bernarda Ferreira de Lacerda
Bernarda Ferreira de Lacerda (1596-1644) fue una erudita, escritora y dramaturga portuguesa. Fue elogiada tanto por Manuel de Gallegos como por Lope de Vega, lo que sugiere que fue muy apreciada como poeta por sus pares masculinos.
Vieira Mendes describe a Bernarda como la hija del canciller de Portugal, Inácio Ferreira Leitão. Publicó la primera parte de su obra Hespaña Libertada, dedicada a Felipe III, en 1618, y Soledades de Bucaco en Lisboa en 1634. La segunda parte de Hespaña Libertada fue publicada en 1673 por su hija, María Clara de Meneses y también se cita a Bernarda Ferreira como autora de poemas en dos piezas poéticas: Montalbán 1636, folios 42, 46 y 137, y Grande de Tena, folio 134v. Es recordada en la obra The Dinner Party, por Judy Chicago.